# Academia Estadual de Segurança Pública do Ceará
A Academia Estadual de Segurança Pública (AESP/CE) é a instituição de ensino e instrução das forças militares e de segurança pública do estado brasileiro do Ceará. A instituição é responsável pela formação dos militares estaduais da Polícia Militar e do Corpo de Bombeiros Militar do Estado do Ceará e da Polícia Civil, Penal, Perícia Forense do Estado do Ceará e órgãos de defesa civil estadual e municipais.
A AESP é  um órgão vinculado à Secretaria da Segurança Pública e Defesa Social do Estado do Ceará (SSPDS) responsável pela formação inicial e continuada de todos os profissionais que integram o sistema de segurança pública e defesa social do Estado do Ceará,  inclusive os da defesa civil. Com ações educacionais, culturais e de pesquisa e desenvolvimento no âmbito da segurança, serve também à sociedade civil.

## Estrutura
A AESP será vinculada à Secretaria da Segurança Pública e Defesa Social do Ceará. Estará localizada em prédio situado na Avenida Perimetral, Mondubim, Fortaleza. Com um investimento total de R$ 7,5 milhões a Academia terá mais de 12 mil metros quadrados de área distribuídos em cinco pavimentos, estande de tiro, três auditórios, piscina, quadra poliesportiva, refeitório, academia de ginástica e biblioteca.